# Пам'ятні та анотаційні дошки Чернігова
У сучасному Чернігові встановлено низку пам'ятних дощок на честь осіб та подій, що уславили місто, а також на згадку про персоналії, що пов'язали свій творчий, життєвий чи трудовий шлях з Черніговом та Чернігівщиною.

## Пам'ятні та анотаційні дошки
| Адресування                                                                                                | Короткі відомості про особу/подію | Місцерозташування | Фото |
| --- | --- | --- | ---- |
| Алексеєву Ігору                                                                                            | Воїн-афганець. Уродженець Чернігова. Загинув у Афганістані. | Вул. Алексеєва Анотаційна дошка |      |
| Алексеєву Ігору                                                                                            | Див. вище | Просп. Миру, 40 На будівлі загальноосвітньої середньої школи № 1, в якій вчився                                                                                       |      |
| Башкірову Віктору                                                                                          | Учасник Другої світової війни, Герой Радянського Союзу, Почесний громадянин Чернігова з 1986 року. У 1941 році закінчив Сталінградську військову авіаційну школу пілотів. Воював на Західному, Центральному і 1-му Білоруському фронтах. Особливо відзначився в боях на Курській дузі влітку 1943 р. До грудня 1943 р. здійснив 233 бойових вильоти, у 31 повітряному бою збив 14 літаків противника. Після Великої Вітчизняної війни продовжував службу у Військово-повітряних силах СРСР. Жив у Чернігові. Працював заступником голови Чернігівського обласного комітету ДТСААФ. | Вул. Шевченка, 14 На будинку, де мешкав |      |
| Беспалову Олександру                                                                                       | Учасник Другої світової війни, Герой Радянського Союзу. Голова Чернігівської обласної ради ветеранів. | Вул. Оборонців Чернігова, 8 На будинку, де мешкав |      |
| Бєлову Павлу                                                                                               | Учасник Другої світової війни, генерал-полковник, Герой Радянського Союзу. Командувач 61-ї армії, три дивізії якої брали участь у звільненні Чернігова від нацистів. | вул. 1-ї Танкової Бригади, 30 Анотаційна дошка колишньої назви вулиці                                                                                                 |      |
| Білевич Олені                                                                                              | Учасниця Другої світової війни, підпільниця, кавалер ордена Вітчизняної війни 1 ступеня посмертно. Уродженка Чернігова. Страчена нацистами в с. Асаровичі (Білорусь). З 1997 року помилково вважається Героєм Радянського Союзу. | Просп. Миру, 137 На будівлі школи, в якій вчилася (нині — колегіум № 11)                                                                                              |      |
| Блакитному Василю                                                                                          | Справжнє прізвище — Елланський. Письменник, поет, сатирик. Голова Держвидаву, один з керівників Спілки пролетарських письменників, редактор журналів «Всесвіт», «Червоний Перець». Уродженець смт Михайло-Коцюбинське Чернігівського району. | Вул. Гетьмана Полуботка, 40 На будівлі семінарії, в якій вчився (нині — Чернігівський військовий шпиталь)                                                             |      |
| Блау Олександру                                                                                            | Учасник Другої світової війни, Герой Радянського Союзу. | Просп. Миру, 12 На будинку, де мешкав |      |
| Близнюку Володимиру                                                                                        | Боєць Чернігівського батальйону територіальної оборони, доброволець, помічник гранатометника. Уродженець Чернігова. Загинув біля Станиці Луганської 06.09.2014 р., обороняючи батьківщину від російських загарбників. | Просп. Миру, 137 На будівлі колегіуму № 11, в якому вчився |      |
| Бо́гдану Сергію                                                                                             | | Просп. Грушевського, 172 На будівлі пологового будинку, яким керував                                                                                                  |      |
| Бордюгову Андрію                                                                                           | Учасник Другої світової війни, Герой Радянського Союзу. | На будинку, де мешкав |      |
| Борщевському Івану                                                                                         | Воїн-афганець. Уродженець Чернігова. Кавалер медалі «За відвагу» посмертно. Загинув у Афганістані | Просп. Миру, 247 На будівлі Чернігівського професійного будівельного ліцею, в якому вчився                                                                            |      |
| Брилю Олександру                                                                                           | Воїн-афганець. Уродженець Чернігова. Загинув у Афганістані | Вул. Шевченка, 93 На будівлі школи, в якій вчився (нині — ліцей № 16)                                                                                                 |      |
| Брую Миколі                                                                                                | Старший солдат, гранатометник 1-ї окремої гвардійської танкової бригади. Уродженець Чернігова. Кавалер ордена «За мужність» ІІІ ступеня посмертно. Загинув 26.07.2014 р. поблизу с. Красне, обороняючи батьківщину від російських загарбників. | Вул. Тероборони, 27 На будівлі колишньої загальноосвітньої школи № 21, в якій вчився                                                                                  |      |
| Будьку Олександру                                                                                          | Молодший сержант, командир відділення навчального механізованого взводу 169-го навчального центру (військова частина А 0941) в смт Десна. Уродженець Чернігова. Загинув в районі сіл Новоорлівка — Орлово-Іванівка 17.11.2014 р., обороняючи батьківщину від російських загарбників. | Вул. Шевченка, 93 На будівлі школи, в якій вчився (нині — ліцей № 16)                                                                                                 |      |
| Бутусову Юрію                                                                                              | Боєць ЗС України. Уродженець Чернігова. Загинув, обороняючи батьківщину від російських загарбників. | Вул. Мстиславська, 38 На будинку, де мешкав |      |
| Бутусову Юрію                                                                                              | Див. вище | вул. Стрілецька, 1 На будівлі Чернігівського ліцею з посиленою військово-фізичною підготовкою                                                                         |      |
| Бушніну Євгену                                                                                             | Боєць ЗС України. Уродженець Чернігова. Кавалер ордена «За мужність» ІІІ ступеня посмертно. Загинув на Донеччині 10.02.2015 р., обороняючи батьківщину від російських загарбників. | Вул. Шевчука, 11 На будівлі ліцею № 32, в якому вчився |      |
| Варенику Анатолію                                                                                          | Автор ідеї, засновник та перший директор музею «Історія Лісковиці». | Вул. О. Довженка, 17 На будівлі музею, яким керував |      |
| Вербицькому Миколі барельєф                                                                                | Поет, педагог. Уродженець Чернігова. Публікувався в журналі «Основа», «Чернігівському листку» Л. І. Глібова, тощо. Похований у Чернігові. | Вул. Успенська, 52 На будинку, де мешкав |      |
| Верені Олександру                                                                                          | Воїн-афганець. Уродженець Чернігова. Загинув у Афганістані. | Вул. Верені, 24 Анотаційна дошка |      |
| Верьовці Григорію                                                                                          | Композитор, хоровий диригент, професор Київської консерваторії, Народний артист УРСР, лауреат Державної премії СРСР та Державної премії УРСР імені Т. Г. Шевченка. Заснував Український народний хор (з 1964 р. — його імені). Уродженець смт Березна Менського району. | Вул. Гетьмана Полуботка, 40 На будівлі семінарії, в якій вчився (нині — Чернігівський військовий шпиталь)                                                             |      |
| Вивальнюку Луці                                                                                            | Професор фізико-математичних наук, завідувач кафедри математики Національного університету «Чернігівський колегіум» ім.Т.Г.Шевченка, знаний науковець, учасник Другої світової війни. | Вул. Воздвиженська, 14 На будинку, де мешкав |      |
| Воїнам-визволителям Чернігова (13-й та 61-й арміям)                                                        | | Вул. Європейська Анотаційна дошка колишньої назви вулиці |      |
| Воїнам-афганцям                                                                                            | | Вул. Музична, 2 На будівлі колишнього СПТУ № 6, в якому вчилися |      |
| Воїнам-інтернаціоналістам                                                                                  | | Вул. Шевченка, 22 Анотаційна дошка колишньої назви вулиці Олега Міхнюка                                                                                               |      |
| Воротнику Степану                                                                                          | Учасник Другої світової війни, Герой Радянського Союзу. | На будинку, де мешкав |      |
| Ганцову Всеволоду                                                                                          | Видатний український вчений-мовознавець, лексикограф. Член Харківської правописної комісії та автор розділу «Фонетика» у проекті українського правопису (1926). Жертва сталінського терору (17 років концтаборів ГУЛАГ). | Просп. Миру, 37 На будинку, де мешкав |      |
| Героям Чорнобиля                                                                                           | | Вул. Героїв Чорнобиля, 3 Анотаційна дошка |      |
| Глібову Леоніду                                                                                            | Поет-байкар, перекладач, прозаїк, видавець. Засновник жанру віршованого фейлетону, організатор «недільних шкіл». Мав стосунок до організації «Земля і воля» у 1860-х. Похований у Чернігові. | Вул. Музейна, 4 На будівлі гімназії, в якій працював (нині — Чернігівський історичний музей імені В. В. Тарновського)                                                 |      |
| Глотову Миколі                                                                                             | Учасник Другої світової війни, Герой Радянського Союзу. | Просп. Перемоги, 107 На будинку, де мешкав |      |
| Головатому Максиму                                                                                         | Молодший сержант 13-го мотопіхотного батальйону. Кавалер ордена «За мужність» ІІІ ступеня посмертно. Уродженець Чернігова. Загинув на Донбасі 18.02.2015 р., обороняючи батьківщину від російських загарбників. | Просп. Миру, 247 На будівлі Чернігівського професійного будівельного ліцею, в якому вчився                                                                            |      |
| Гольденбергу Борису                                                                                        | Засновник Чернігівської фабрики лозоплетіння. | Вул. О. Довженка, 28 На фасаді Чернігівської фабрики лозоплетіння |      |
| Грінченку Борису                                                                                           | Письменник, вчений, перекладач, етнограф, літературознавець. Заснував у Чернігові видавництво, вів роботу по створенню історичного музею та впорядкуванню колекції В. В. Тарновського, провадив етнографічні дослідження. | Просп. Миру, 18 На будівлі земської управи, в якій працював (нині — Чернігівська облдержадміністрація)                                                                |      |
| Григоренку Анатолію                                                                                        | Підполковник, керівник ланки другої пожежної частини зведеного загону протипожежної служби Чернігівської області з ліквідації аварії на Чорнобильській АЕС у квітні 1986 р. | Вул. Жабинського, 21 На фасаді пожежно-рятувальної частини № 2 (колишня імені А. Григоренка) МНС України, якою керував                                                |      |
| Груші Анатолію                                                                                             | З 1974 по 2003 р. очолював Чернігівську обласну лікарню. Доктор медичних наук, Заслужений лікар України, кавалер ордена "За заслуги" ІІІ ступеня. Автор 48 наукових праць та 4-х монографій. | Вул. Волковича, 25 На фасаді Чернігівської обласної лікарні, якою керував                                                                                             |      |
| Давиденку Костянтину                                                                                       | Учасник Другої світової війни, Герой Радянського Союзу. | Вул. І. Мазепи, 34 На будинку, де мешкав |      |
| Десняку Олексі                                                                                             | Справжнє прізвище — Руденко. Письменник, учасник Другої світової війни. Уродженець с. Бондарівка Сосницького району. Загинув біля Харкова. | Вул. Музейна, 3 На будівлі училища, в якому вчився (нині — Чернігівський кооперативний технікум)                                                                      |      |
| Діяльності партизанських розвідувально-диверсійних груп на залізничних вузлах в роки Другої Світової війни | | Просп. Перемоги, 1 На фасаді залізничного вокзалу |      |
| Доценку Йосипу                                                                                             | Учасник Другої світової війни, старший лейтенант, Герой Радянського Союзу посмертно. Командир 9-ї роти 271 Нижньоволзького стрілецького полку 181-ї Сталінградської Ордена Леніна стрілецької дивізії, яка брала участь у звільненні Чернігова. Загинув, похований у Чернігові. | Вул. Соборності, 27 Анотаційна дошка колишньої назви вулиці |      |
| Драгунову Володимиру                                                                                       | Учасник Другої світової війни, відомий пошуковець, керівник Чернігівського обласного штабу «Пошук», полковник. Працював у Чернігівському військовому комісаріаті та чернігівському облвиконкомі. Займався створенням картотеки загиблих на Чернігівщині воїнів у період з 1941 до 1943 рр. Виявив і уточнив імена 20468 загиблих захисників і визволителів краю. Понад 1000 безвісти зниклим повернув ім’я. | Вул. Гетьмана Полуботка, 68 На будівлі ОТЦК та СП (військкомату), в якому працював                                                                                    |      |
| Жабинському Дмитру                                                                                         | Учасник Другої світової війни, Герой Радянського Союзу. Командир ескадрильї 75-го гвардійського полку 1-ї Сталінградської гвардійської штурмової авіаційної дивізії. Уродженець Чернігова. Загинув, похований у Калінінграді. | Вул. Жабинського, 2 Анотаційна дошка |      |
| Жилі Володимиру                                                                                            | Воїн-афганець. Уродженець Чернігова. Кавалер ордена Червоної Зірки посмертно.Загинув у Афганістані. | Просп. Миру, 247 На будівлі Чернігівського професійного будівельного ліцею, в якому вчився                                                                            |      |
| Журбі Кузьмі                                                                                               | Поет, учасник Другої світової війни. Працював на обласному радіо, в редакції газети «Деснянська правда», товаристві «Знання». | Вул. Гетьмана Полуботка, 2 На будівлі товариства «Знання», в якому працював (нині — Апеляційний суд Чернігівської області)                                            |      |
| Запеці Віктору                                                                                             | Учасник антитерористичної операції на сході України. Загинув, обороняючи батьківщину від російських загарбників. | Вул. Соборності, 29 На будівлі гімназії № 31, в якій вчився |      |
| Збанацькому Юрію                                                                                           | Письменник, учасник Другої світової війни, Герой Радянського Союзу. Командир партизанського загону імені М. О. Щорса, переформатованого в однойменне партизанське з'єднання. | Вул. Музейна, 3 На будівлі училища, в якому вчився (нині — Чернігівський кооперативний технікум)                                                                      |      |
| Зведенню кінотеатру «Перемога» до 40-річчя перемоги у Великій Вітчизняній війні                            | | Просп. Л. Лук'яненка, 2 На будівлі колишнього кінотеатру |      |
| Зіничу Григорію                                                                                            | Учасник Другої світової війни, кавалер чотирьох медалей «За відвагу». | Вул. Одеська, 36 На будинку, де мешкав |      |
| Ігнатенку Іллі                                                                                             | Учасник Другої світової війни, Герой Радянського Союзу. | Просп. Л. Лук'яненка, 22 На будинку, де мешкав |      |
| Інютіну Валерію барельєф                                                                                   | Фотокореспондент, фотохудожник, журналіст. | Вул. В. Чорновола, 26 На будинку, де мешкав |      |
| Ісаєнку Миколі                                                                                             | Учасник Другої світової війни, Герой Радянського Союзу. | Вул. В. Стуса, 16а На будинку, де мешкав |      |
| Іщенку Андрію                                                                                              | Учасник антитерористичної операції на сході України. Загинув 16.11.2014 р., обороняючи батьківщину від російських загарбників. | Вул. Соборності, 9 На будівлі загальноосвітньої школи № 29, в якій вчився                                                                                             |      |
| Кальонову Миколі                                                                                           | Учасник Другої світової війни, Герой Радянського Союзу. | На будинку, де мешкав |      |
| Камському Володимиру                                                                                       | Воїн-афганець. Уродженець Чернігова. Загинув у Афганістані. | Вул. Тероборони, 24 На будівлі колишньої школи № 18, в якій вчився |      |
| Карасьову Олександру                                                                                       | Учасник Другої світової війни, генерал-майор авіації, Герой Радянського Союзу. З 1960 по 1968 рік — начальник штабу Чернігівського вищого військового авіаційного училища. | Вул. Гетьмана Полуботка, 4 На будинку, де мешкав |      |
| Китицину Павлу                                                                                             | Учасник Першої світової війни, капітан І рангу, підводник. Командир підводного човна Російського імператорського флоту «Тюлень». Уродженець Чернігова. | Вул. Прикордонників, 15а Анотаційна дошка колишньої назви вулиці |      |
| Ковалю Максиму                                                                                             | Старший сержант 25-ї повітряно-десантної бригади ЗС України. Кавалер ордена «За мужність» ІІІ ступеня посмертно. Уродженець Чернігова. Загинув 19.06.2014 р. біля м. Слов'янська, обороняючи батьківщину від російських загарбників. | Вул. Незалежності, 42а На будівлі загальноосвітньої школи № 35, в якій вчився                                                                                         |      |
| Ковалю Максиму                                                                                             | Див. вище | Просп. Миру, 247 На будівлі Чернігівського професійного будівельного ліцею, в якому вчився                                                                            |      |
| Кожару Ігорю                                                                                               | Воїн-афганець. Уродженець Чернігова. Кавалер ордена Червоної Зірки посмертно. Загинув у Афганістані. | Вул. Музейна, 3 На будівлі Чернігівського кооперативного технікуму, в якому вчився                                                                                    |      |
| Кожару Ігорю                                                                                               | Див. вище | Вул. Гетьмана Полуботка, 14 На будівлі загальноосвітньої школи № 3, в якій вчився                                                                                     |      |
| Коновалову Олексіюбарельєф                                                                                 | Капітан ЗС України, командир взводу батальйону територіальної оборони № 13. Уродженець Чернігова. Загинув 12.06.2014 р. біля с. Велика Чернігівка, обороняючи батьківщину від російських загарбників. | Вул. Козацька, 46 На будівлі ліцею № 15, в якому вчився |      |
| Кононовичу Івану                                                                                           | Боєць ЗС України. Уродженець Чернігова. Кавалер ордена «За мужність» ІІІ ступеня посмертно. Загинув біля м. Дебальцево 01.10.2014 р., обороняючи батьківщину від російських загарбників. | Просп. Л. Лук'яненка, 45б На будівлі ліцею № 22, в якому вчився |      |
| Коржу Анатолію                                                                                             | Воїн-афганець. Уродженець Чернігова. Загинув у Афганістані. | Просп. Перемоги, 197 На будівлі загальноосвітньої школи № 7, в якій вчився                                                                                            |      |
| Косолапову Пилипу                                                                                          | Учасник Другої світової війни, Герой Радянського Союзу. | Вул. Любецька, 11 На будинку, де мешкав |      |
| Коцюбинській Михайлині                                                                                     | Письменниця, літературознавець, громадська діячка. Онука М. М. Коцюбинського. | Вул. Пантелеймонівська, 14 На будівлі загальноосвітньої школи № 17, в якій вчилася                                                                                    |      |
| Коцюбинському Михайлу                                                                                      | Письменник, громадський діяч. Голова чернігівської «Просвіти» у 1906–1908 рр., член Губернської вченої архівної комісії з 1902 р. | Вул. Оборонців Чернігова, 9а На будівлі губернського статистичного бюро, в якому працював                                                                             |      |
| Коцюбинському Михайлу                                                                                      | Див. вище | Просп. Миру, 18 На будівлі земської управи, в якій працював (нині — Чернігівська облдержадміністрація)                                                                |      |
| Кочерзі Івану                                                                                              | Драматург, літературний критик, Заслужений діяч мистецтв УРСР. Уродженець м. Носівки. | Вул. Музейна, 4 На будівлі гімназії, в якій вчився (нині — Чернігівський історичний музей імені В. В. Тарновського)                                                   |      |
| Кравченку Євгену                                                                                           | Командир відділення 13-го мотопіхотного батальйону. Кавалер ордена «За мужність» ІІІ ступеня посмертно. Уродженець Чернігова. Загинув на Донбасі 31.01.2015 р., обороняючи батьківщину від російських загарбників. | Просп. Миру, 247 На будівлі Чернігівського професійного будівельного ліцею, в якому вчився                                                                            |      |
| Крюкову Івану                                                                                              | Учасник Другої світової війни, Герой Радянського Союзу. | Просп. Перемоги, 102 На будинку, де мешкав |      |
| Кузнєцову Гарарду                                                                                          | Український краєзнавець, почесний громадянин м. Чернігів. | Вул. Преображенська, 14а На будинку, де мешкав |      |
| Кузьменку Григорію                                                                                         | Учасник Другої світової війни, Герой Радянського Союзу. | Просп. Перемоги, 170 На будинку, де мешкав |      |
| Куровському Дмитру                                                                                         | Знаний український поет, журналіст і вчитель. | Вул. Гонча, 41 На будинку, де мешкав |      |
| Куцу Геннадію                                                                                              | Військовослужбовець 1-ї окремої танкової бригади. Кавалер ордена «За мужність» ІІІ ступеня посмертно. Уродженець Чернігова. Загинув на Донбасі 19.08.2014 р., обороняючи батьківщину від російських загарбників. | Просп. Миру, 247 На будівлі Чернігівського професійного будівельного ліцею, в якому вчився                                                                            |      |
| Лаврентію Чернігівському                                                                                   | Святий православної церкви. Проживав у Чернігові. Після канонізації раку з мощами преподобного встановлено у Свято-Троїцькому кафедральному соборі Чернігова. | Вул. Іллінська На будинку, де мешкав |      |
| Литвиненку Федору                                                                                          | Композитор-аматор. | Вул. Освіти, 29 На будинку, де мешкав |      |
| Литвину Івану                                                                                              | Учасник Другої світової війни, кавалер ордена Слави трьох ступенів. | Вул. Любецька На будинку, де мешкав |      |
| Лишафаю Петру                                                                                              | Учасник Другої світової війни, Герой Радянського Союзу. | Просп. Перемоги, 107 На будинку, де мешкав |      |
| Лободі Вадиму                                                                                              | Боєць Чернігівського батальйону територіальної оборони. Уродженець Чернігова. Кавалер ордена «За мужність» ІІІ ступеня посмертно. Загинув на Луганщині 12.09.2014 р., обороняючи батьківщину від російських загарбників. | Вул. Текстильників, 30 На будівлі загальноосвітньої школи № 14, в якій вчився                                                                                         |      |
| Мазному Юрію                                                                                               | Учасник Другої світової війни, Герой Радянського Союзу. | На будинку, де мешкав |      |
| Матюшенку Валерію                                                                                          | Воїн-афганець. Уродженець Чернігова. Загинув у Афганістані. | Вул. Шевченка, 93 На будівлі школи, в якій вчився (нині — ліцей № 16)                                                                                                 |      |
| Медніковій Алевтині                                                                                        | Заслужений лікар України. Ініціаторка побудови та перша очільниця Чернігівської районної лікарні. | Вул. Шевченка, 114 На будівлі лікарні, в якій працювала |      |
| Месечі Андрію                                                                                              | Учасник Другої світової війни, кавалер чотирьох медалей «За відвагу». | Вул. Гонча, 29 На будинку, де мешкав |      |
| Михайленку Олександру                                                                                      | Керівник Чернігівської міської підпільної організації (1941-1943), учасник відновлення міжміського телефонного та радіозв'язку. | Вул. Воздвиженська, 7 На будинку, де мешкав |      |
| Мірошниченку Петру                                                                                         | Солдат Збройних сил України. Загинув 13 серпня 2014. | Вул. Музейна, 3 На будівлі Чернігівського кооперативного технікуму, в якому вчився                                                                                    |      |
| Мозговому Івану                                                                                            | Учасник Другої світової війни, Герой Радянського Союзу. | На будинку, де мешкав |      |
| Молодчому Олександру                                                                                       | Учасник Другої світової війни, генерал-лейтенант, двічі Герой Радянського Союзу, Почесний громадянин Чернігова. | Вул. І. Мазепи, 6 На будинку, де мешкав |      |
| Молодчому Олександру                                                                                       | Див. вище | Вул. Гетьмана Полуботка, 68 Анотаційна дошка |      |
| Муцькому Миколі                                                                                            | Учасник Другої світової війни, кавалер ордена Слави трьох ступенів. | Просп. Перемоги На будинку, де мешкав |      |
| Нагородженню колективу «Кінотехпрому» ювілейною Почесною грамотою з нагоди п'ятдесятиріччя створення СРСР  | | Вул. Любецька, 66 На фасаді «Кінотехпрому» з нагоди нагородження |      |
| Наумчику Миколі                                                                                            | Учасник Другої світової війни, Герой Радянського Союзу. | Просп. Миру, 21 На будинку, де мешкав |      |
| Нємчинову Олександру                                                                                       | Учасник Другої світової війни, Герой Радянського Союзу. | Просп. Перемоги, 107 На будинку, де мешкав |      |
| Осипенку Євгену                                                                                            | Воїн-афганець. Уродженець Чернігова. Загинув у Афганістані. | Вул. Соснова, 23а На будівлі загальноосвітньої школи № 5, в якій вчився                                                                                               |      |
| Палкіну Миколі                                                                                             | Учасник Другої світової війни, кавалер ордена Слави трьох ступенів. | Вул. І. Мазепи, 32 На будинку, де мешкав |      |
| Пашину Леоніду барельєф                                                                                    | Знаний музикант, хормейстер, Заслужений артист України, організатор і керівник народного хору «Десна». | Вул. І. Мазепи, 2 На будинку, де мешкав |      |
| Першій гвардійській армії                                                                                  | | Вул. Національної гвардії, 4 Анотаційна дошка колишньої назви вулиці                                                                                                  |      |
| Петрику Сергію                                                                                             | Боєць ЗС України. Кавалер ордена «За мужність» ІІІ ступеня посмертно. Уродженець с. Чистий Колодязь Ніжинського району. Загинув на Донбасі 22.02.2015 р., обороняючи батьківщину від російських загарбників. | Просп. Миру, 247 На будівлі Чернігівського професійного будівельного ліцею, в якому вчився                                                                            |      |
| Підпільникам групи Олени Білевич «Юні патріоти»                                                            | | Просп. Миру, 137 На будівлі школи, в якій була створена (нині — колегіум № 11)                                                                                        |      |
| Полегеньку Дмитру барельєф                                                                                 | Боєць Чернігівського батальйону територіальної оборони. Уродженець Чернігова. Кавалер ордена «За мужність» ІІІ ступеня посмертно. Загинув на Луганщині 18.08.2014 р., обороняючи батьківщину від російських загарбників. | Вул. Текстильників, 30 На будівлі загальноосвітньої школи № 14, в якій вчився                                                                                         |      |
| Полковниченку Олександру                                                                                   | Перший представник Президента України у Чернігівському районі. | Вул. Шевченка, 48 На будівлі Чернігівської районної ради, в якій працював                                                                                             |      |
| Полуботку Павлу                                                                                            | Чернігівський полковник з 1705 р., наказний гетьман у 1721–1723 рр. Мав маєток на Застриженні (територія Чернігівського військового госпіталю). | Вул. Гетьмана Полуботка, 2 Анотаційна дошка |      |
| Попудренку Миколі                                                                                          | Учасник Другої світової війни, командир Чернігівського обласного партизанського загону, Герой Радянського Союзу. Загинув, похований у Чернігові. | Просп. Миру, 41 На будівлі обласного комітету КП(б)У, в якому працював (нині — Чернігівська обласна універсальна наукова бібліотека імені С. та О. Русових)           |      |
| Попудренку Миколі                                                                                          | Див. вище | Вул. О. Мацієвського, 2 Анотаційна дошка колишньої назви вулиці |      |
| Пухову Миколі                                                                                              | Учасник Другої світової війни, генерал-полковник, Герой Радянського Союзу. Командувач 13-ї армії, яка брала участь у звільненні Чернігова. | Вул. 1-ї Танкової Бригади, 30 Анотаційна дошка колишньої назви суміжної вулиці                                                                                        |      |
| П'ятдесятиріччю створення Союзу Радянських Соціалістичних Республік                                        | | Вул. Любецька, 66 На фасаді «Кінотехпрому», гербова дошка |      |
| Радченку В'ячеславу                                                                                        | Народився у місті Шостка Чернігівської губернії (нині Сумська область). Закінчив Шосткинський хіміко-технологічний технікум. Учасник Другої світової війни. Перший директор (1956—1969 рр.) Чернігівського заводу синтетичного волокна (з 1969 року – Комбінат хімічного волокна). За роки його директорства було побудовано 33 житлові будинки, робітничі гуртожитки, 5 дитячих комбінатів, Палац культури, дитячий табір відпочинку, воднолижну базу на Десні. Чимало було зроблено для розвитку міста: за кошти підприємства побудували першу чергу обласної лікарні, частково профінансували будівництво телевежі, були прокладені тролейбусні лінії, відкрилося технологічне училище, створена філія Київського політехнічного інституту. Помер у 1984 році. Похований у Чернігові. | Вул. І. Мазепи, 23 На будівлі БК Хіміків (нині — Міський палац культури ім. В.Радченка) з нагоди надання палацу імені В.Радченка до 100-річчя від дня його народження |      |
| Рево Михайлу барельєф                                                                                      | Академік, мікробіолог, доктор медичних та ветеринарних наук. Жив та похований у Чернігові. | Вул. Шевченка, 97 На будівлі, в якій працював |      |
| Реп'яху Станіславу                                                                                         | Український поет, прозаїк, публіцист, громадський діяч, літературний критик, перекладач, журналіст. Жив та похований у Чернігові. | Вул. І. Мазепи, 37а На будинку, де мешкав |      |
| Родимцеву Олександру                                                                                       | Учасник громадянської 1936–1939 рр. в Іспанії та Другої світової воєн, генерал-полковник, двічі Герой Радянського Союзу. | Вул. Шевченка, 57 На будівлі, в якій працював |      |
| Родимцеву Олександру                                                                                       | Див. вище | Вул. Воздвиженська, 2 Анотаційна дошка колишньої назви вулиці |      |
| Руденку́ Якову                                                                                              | Учасник Другої світової війни, Герой Радянського Союзу. | Вул. П'ятницька, 49 На будинку, де мешкав |      |
| Руднику Артему                                                                                             | Боєць ЗС України. Уродженець Чернігова. Загинув, обороняючи батьківщину від російських загарбників. | Вул. Пантелеймонівська, 14 На будівлі загальноосвітньої школи № 17, в якій вчився                                                                                     |      |
| Русовій Софії барельєф                                                                                     | Педагогиня, прозаїкиня, літературознавиця і громадська діячка, одна з піонерок українського фемінізму. Дошлюбне прізвище — Ліндфорс. Дружина Олександра Русова. | Вул. Гетьмана Полуботка, 53 У фоє НУЧК ім.Т.Г.Шевченка, на пошану |      |
| Русову Олександру та Русовій Софії                                                                         | Подружжю Русових, які стали фундаторами та багаторічними опікунами першої чернігівської публічної бібліотеки | Просп. Миру, 41 На будівлі ЧОУНБ імені С. та О. Русових, на пошану |      |
| Рябому Віталію                                                                                             | Боєць ЗС України. Уродженець Чернігова. Загинув 07.09.2014 р. біля м. Щастя, обороняючи батьківщину від російських загарбників. | Просп. Миру, 207а На будівлі загальноосвітньої школи № 28, в якій вчився                                                                                              |      |
| Сабаді Олександру                                                                                          | Боєць ЗС України. Уродженець Чернігова. Кавалер ордена Богдана Хмельницького ІІІ ступеня посмертно. Загинув 02.05.2014 р. біля м. Слов'янська, обороняючи батьківщину від російських загарбників. | Просп. Миру, 207а На будівлі загальноосвітньої школи № 28, в якій вчився                                                                                              |      |
| Сабаді Олександру                                                                                          | Див. вище | вул. Стрілецька, 1 На будівлі Чернігівського ліцею з посиленою військово-фізичною підготовкою                                                                         |      |
| Сагайдачному Юрію                                                                                          | Учасник Другої світової війни, Герой Радянського Союзу. | Просп. Перемоги, 102 На будинку, де мешкав |      |
| Самійленку Володимиру                                                                                      | Письменник, поет-лірик, сатирик, драматург, перекладач. Редактор «Земської збірки Чернігівської губернії». | Просп. Миру, 18 На будівлі земської управи, в якій працював (нині — Чернігівська облдержадміністрація)                                                                |      |
| Самострову Костянтину                                                                                      | Воїн-афганець. Уродженець Чернігова. Загинув у Афганістані. | Вул. Самострова, 9 Анотаційна дошка |      |
| Самострову Костянтину                                                                                      | Див. вище | Просп. Л. Лук'яненка, 45б На будівлі школи, в якій вчився (нині — ліцей № 22)                                                                                         |      |
| Сарані Валерію                                                                                             | Борець за незалежність України, перший голова чернігівського Руху, викладач юридичного технікуму, Почесний громадянин Чернігова. | Вул. Козацька, 1а На будівлі Чернігівського юридичного технікуму, в якому викладав                                                                                    |      |
| Серьожникову Олександру                                                                                    | Учасник Другої світової війни, майор, Герой Радянського Союзу посмертно. Командир 292-го Волзького стрілецького полку 181-ї Сталінградської Ордена Леніна стрілецької дивізії, який звільняв місто. Загинув, похований у Чернігові. | Вул. Борисоглібська, 2 Анотаційна дошка колишньої назви вулиці |      |
| Сиврюку Івану                                                                                              | Учасник Другої світової війни, Герой Радянського Союзу. | На будинку, де мешкав |      |
| Скрипці Віталію                                                                                            | Науковець, ректор Чернігівського обласного інституту післядипломної освіти вчителів | Вул. Гоголя, 16 На будівлі інституту, в якому працював |      |
| Сморчкову Микиті                                                                                           | Учасник Другої світової війни, гвардії капітан, Герой Радянського Союзу. 22 червня 1941 р. призначений командиром ланки бомбардувальників. На Калінінському фронті здійснив 16 нічних бойових вильотів на літаку Р-5. Самостійно освоїв літак-штурмовик Іл-2 та як інструктор підготував 40 льотчиків. Учасник битви на Курській дузі, Корсунь-Шевченківської та Яссо-Кишинівської операцій. Брав участь у боях на території Румунії, Югославії, Угорщини. Здійснив 196 успішних бойових вильотів. З 1947 року жив у Чернігові. Працював заступником директора залізничного училища, директором кондитерської фабрики, заступником голови Чернігівського міськвиконкому, директором овочесушильного заводу і заводу харчових концентратів.                                               | Вул. Коцюбинського, 55 На будинку, де мешкав |      |
| Сокирку Анатолію                                                                                           | Військовослужбовець 1-ї окремої танкової бригади. Кавалер ордена «За мужність» ІІІ ступеня посмертно. Уродженець Чернігова. Загинув на Донбасі 15.07.2014 р., обороняючи батьківщину від російських загарбників. | Просп. Миру, 247 На будівлі Чернігівського професійного будівельного ліцею, в якому вчився                                                                            |      |
| Соколовій Антоніні барельєф                                                                                | Голова обласного радіокомітету, ініціатор побудови чернігівського Будинку радіо (першого типового Будинку радіо в республіці). | Вул. П'ятницька, 18 На фасаді Будинку радіо, в якому працювала |      |
| Співробітникам та ветеранам пенітенціарної служби Чернігівщини                                             | | Вул. Реміснича, 4 На будівлі місцевого управління ДПСУ |      |
| Терновому Дмитру                                                                                           | Учасник антитерористичної операції на сході України. Загинув, обороняючи батьківщину від російських загарбників. | Вул. Соборності, 29 На будівлі гімназії № 31, в якій вчився |      |
| Титку Дмитру                                                                                               | Учасник антитерористичної операції на сході України. Загинув, обороняючи батьківщину від російських загарбників. | Вул. Музейна, 3 На будівлі Чернігівського кооперативного технікуму, в якому вчився                                                                                    |      |
| Тичині Павлу                                                                                               | Поет, академік АН УРСР, Герой Соціалістичної Праці, лауреат Державної премії СРСР, Державної премії УРСР імені Т. Г. Шевченка. Уродженець с. Піски Бобровицького району. | Вул. Гетьмана Полуботка, 40 На будівлі семінарії, в якій вчився (нині — Чернігівський військовий госпіталь)                                                           |      |
| Тичині Павлу                                                                                               | Див. вище | Вул. Оборонців Чернігова, 9а На будівлі губернського статистичного бюро, в якому працював                                                                             |      |
| Тищенку Михайлу                                                                                            | Учасник Другої світової війни, Герой Радянського Союзу. | На будинку, де мешкав |      |
| Тітарчуку Володимиру                                                                                       | Учасник антитерористичної операції на сході України. Загинув, обороняючи батьківщину від російських загарбників. | Вул. Соборності, 29 На будівлі гімназії № 31, в якій вчився |      |
| Третяку Максиму                                                                                            | Солдат строкової служби військової частини № 3030 м. Києва. Уродженець Чернігова. Загинув 18.02.2014 р. від кулі снайпера на Майдані Незалежності. | Просп. Миру, 207а На будівлі загальноосвітньої школи № 28, в якій вчився                                                                                              |      |
| Туровцю Микиті                                                                                             | Учасник Другої світової війни, полковник, Герой Радянського Союзу (1945). | Вул. Шевченка, 37 На будинку, де мешкав |      |
| Уткіну Олександру                                                                                          | Учасник антитерористичної операції на сході України. Загинув 20.08.2014 р. на Донеччині, обороняючи батьківщину від російських загарбників. | Вул. Тероборони, 50 На будівлі загальноосвітньої школи-інтернату, в якій вчився                                                                                       |      |
| Харитонову Сергію                                                                                          | Учасник антитерористичної операції на сході України. Загинув, обороняючи батьківщину від російських загарбників. | Вул. Гетьмана Полуботка, 14 На будівлі загальноосвітньої школи № 3, в якій вчився                                                                                     |      |
| Хижнякову Василю портретна скульптура                                                                      | Міський голова Чернігова та голова міської думи у 1875-1887 рр., очільник Губернської земської управи в 1886-1896 рp. Автор — скульптор О. Шевченко | Вул. Княжа, 16 На будівлі колишньої міської думи, в якій працював |      |
| Чередніченку Денису                                                                                        | Боєць ЗС України. Уродженець Чернігова. Кавалер ордена «За мужність» ІІІ ступеня посмертно. Загинув біля с. Малоорлівка 27.09.2014 р., обороняючи батьківщину від російських загарбників. | Вул. Соборності, 22 На будівлі загальноосвітньої школи № 12, в якій вчився                                                                                            |      |
| Чернікову Михайлу                                                                                          | Учасник Другої Світової війни, Герой Радянського Союзу. | Просп. Перемоги, 107 На будинку, де мешкав |      |
| Шанському Андрію                                                                                           | Капітан Північного управління Національної гвардії України. Уродженець Чернігова. Кавалер ордена «За мужність» ІІІ ступеня посмертно. Загинув 05.09.2014 р. біля м. Новоазовськ, обороняючи батьківщину від російських загарбників. | Вул. Соборності, 22 На будівлі загальноосвітньої школи № 12, в якій вчився                                                                                            |      |
| Шаповалу Олегу                                                                                             | Воїн-афганець. Уродженець Чернігова. Кавалер ордена Червоної Зірки посмертно. Загинув у Афганістані. | Вул. Всіхсвятська, 4 На будівлі загальноосвітньої школи № 27, в якій вчився                                                                                           |      |
| Шевчуку Василю                                                                                             | Засновник міського ветеранського руху воїнів-афганців. Громадський діяч, письменник, краєзнавець. Учасник Другої світової війни. Батько О. Шевчука, загиблого в Афганістані. | Вул. І. Мазепи, 29 На будинку, де мешкав |      |
| Шику Олександру                                                                                            | Учасник антитерористичної операції на сході України. Загинув 03.09.2014 р., обороняючи батьківщину від російських загарбників. | Вул. Соборності, 9 На будівлі загальноосвітньої школи № 29, в якій вчився                                                                                             |      |
| Шишу Анатолію барельєф                                                                                     | Заслужений лікар України. | Вул. І. Мазепи, 13 На будинку, де мешкав |      |
| Шмакову Юрію                                                                                               | Заслужений лікар України. Багаторічний глава Чернігівської міської лікарні № 3. | Просп. Грушевського, 170 На будівлі ЧМЛ № 3, якою керував |      |
| Шпагіну Василю                                                                                             | Учасник Другої світової війни, Герой Радянського Союзу. | Вул. Княжа На будинку, де мешкав |      |
| Штепі Миколі                                                                                               | Відомий український фізик-теоретик, декан фізичного факультету Національного університету «Чернігівський колегіум» ім.Т.Г.Шевченка. | Просп. Перемоги, 96 На будинку, де мешкав |      |
| Щербині Григорію                                                                                           | Видатний дипломат. Уродженець Чернігова. Працював з дипломатичними місіями в Туреччині, Єгипті, Албанії, консулом в Сербії. Вбитий терористами в Митровиці (Сербія). Похований у Чернігові. | Територія Троїцько-Іллінського монастиря На мавзолеї Г. С. Щербини |      |
| Юрченку Антону                                                                                             | Учасник Другої світової війни, Герой Радянського Союзу. | Просп. Л. Лук'яненка, 28 На будинку, де мешкав |      |
| Ящуку Ростиславу                                                                                           | Учасник Другої світової війни, Герой Радянського Союзу. | Просп. Миру, 17 На будинку, де мешкав |      |

## Демонтовані пам'ятні та анотаційні дошки
| Адресування                                                                                              | Короткі відомості про особу/подію | Місцерозташування | Зображення |
| --- | --- | --- | ---------- |
| Батюку Якову барельєф                                                                                    | Керівник Ніжинської підпільної комсомольсько-молодіжної організації під час Німецько-радянської війни, адвокат, Герой Радянського Союзу посмертно. | Просп. Грушевського, 56 На будівлі інтернату для дітей з вадами зору, піонерська дружина якого носила ім'я Я. П. Батюка    |            |
| Беспалову Олександру                                                                                     | Учасник Другої світової війни, Герой Радянського Союзу. Голова Чернігівської обласної ради ветеранів. | Вул. Л. Пашина На будівлі геріатричного пансіонату, де мешкав                                                              |            |
| Ватутіну Миколі                                                                                          | Учасник Другої світової війни, генерал армії, Герой Радянського Союзу посмертно. Командувач 1-м Українським фронтом. Загинув, похований у Києві. | Вул. Український Хутір Анотаційна дошка колишньої назви вулиці                                                             |            |
| Воїнам-визволителям Чернігова                                                                            | | Просп. Миру, 18 На честь підняття червоного прапора 21.09.1943 р.                                                          |            |
| Закладці Площі Героїв Сталінграда                                                                        | | Просп. Перемоги, 186 Анотаційна дошка до назви колишньої площі                                                             |            |
| Зведенню нового корпусу НУЧК ім. Т. Г. Шевченка, приуроченого до 100-річчя з дня народження В. І. Леніна | | Вул. Гетьмана Полуботка, 53 На фасаді НУЧК ім. Т. Г. Шевченка                                                              |            |
| Кирпоносу Михайлу                                                                                        | Учасник громадянської 1918–1921 рр. в Росії, радянсько-фінської 1939–1940 рр. та Другої світової воєн, генерал-полковник, Герой Радянського Союзу. Уродженець с. Вертіївки Ніжинського району. Загинув, похований у Києві.                                                                  | Вул. Княжа, 20а Анотаційна дошка колишньої назви вулиці                                                                    |            |
| Коцюбинському Юрію                                                                                       | Учасник громадянської війни 1918–1921 рр. в Росії, військовий та державний діяч СРСР, головнокомандувач військами Української Радянської Республіки. Репресований у 1938 р. | Вул. Музейна, 4 На будівлі гімназії, в якій вчився (нині — Чернігівський історичний музей імені В. В. Тарновського)        |            |
| Коцюбинському Юрію                                                                                       | Див. вище | Вул. Коцюбинського, 3 На будинку, де мешкав                                                                                |            |
| Мокієвській-Зубок Людмилі                                                                                | Учасниця громадянської війни 1918–1921 рр. в Росії, командир бронепотяга. Уродженка Чернігова. | Вул. Ф. Уманця, 1 Анотаційна дошка колишньої назви вулиці                                                                  |            |
| Нероді Георгію барельєф                                                                                  | Радянський скульптор українського походження, Народний художник РРФСР, член-кореспондент Академії мистецтв СРСР, лауреат Срібної медалі імені М. Б. Грекова. Уродженець Чернігова. До 1922 року жив у місті.                                                                                | Вул. Борисоглібська, 8 На місці, де стояв будинок, в якому народився і жив                                                 |            |
| Першому губернському з'їзду Рад                                                                          | Відбувався з 13.04.1919 по 17.04.1919 р. | Вул. Музейна, 5а На будівлі гімназичного спортзалу, в якому відбувався (нині — спортивне товариство «Спартак»)             |            |
| Петровському Григорію                                                                                    | Державний діяч СРСР, голова Всеукраїнського центрального виконавчого комітету у 1919–1938 рр. | Просп. Миру, 15 На честь участі в першій обласній партійній конференції у січні 1934 р.                                    |            |
| Петровському Григорію                                                                                    | Див. вище | Вул. Текстильників, 1 На честь виступу на фабричному мітингу 14.01.1934 р.                                                 |            |
| Подвойському Миколі                                                                                      | Учасник громадянської війни 1918–1921 рр. в Росії, державний діяч СРСР. У 1919 — народний комісар у військових справах України. Уродженець с. Кунашівка Ніжинського району. | Вул. Гетьмана Полуботка, 40 На будівлі семінарії, в якій вчився (нині — Чернігівський військовий госпіталь)                |            |
| Прийняттю чернігівцями присяги рішенням Переяславської ради 1654 року                                    | | Головний фасад Спасо-Преображенського собору 9 січня 2018 року демонтована після того, як була залита фарбою               |            |
| Примакову Віталію                                                                                        | Учасник громадянської війни 1918–1921 рр. в Росії, військовий та державний діяч СРСР, командир корпусу, командир Червоного козацтва. Уродженець м. Семенівка. Репресований у 1937 р. | Вул. Музейна, 4 На будівлі гімназії, в якій вчився (нині — Чернігівський історичний музей імені В. В. Тарновського)        |            |
| Примакову Віталію                                                                                        | Див. вище | Вул. Коцюбинського, 3 На честь перебування                                                                                 |            |
| Рокоссовському Костянтину                                                                                | Учасник Другої світової війни, Маршал Радянського Союзу, Маршал Польщі, двічі Герой Радянського Союзу. Командувач військами Центрального фронту, які звільняли Чернігів у 1943 р. | Просп. Л. Лук'яненка, 2 Анотаційна дошка колишньої назви вулиці                                                            |            |
| Соколовській Софії                                                                                       | Учасниця громадянської війни 1918–1921 рр. в Росії. У 1917 — член Чернігівського губернського комітету РСДРП(б) і Губернського революційного комітету, 1918 — голова Чернігівської ради робітничих і солдатських депутатів. Особисто врятувала від розстрілу більшовиками понад 70 чоловік. | Вул. Музейна, 6 На будівлі гімназії, в якій вчилася (нині — Чернігівський обласний художній музей імені Григорія Галагана) |            |
| Товстусі Івану                                                                                           | Державний діяч СРСР, перший біограф Й. В. Сталіна. Уродженець смт Березна Менського району. | Вул. Музейна, 3 На будівлі училища, в якому вчився (нині — Чернігівський кооперативний технікум)                           |            |
| Трудовим досягненням колективу Чернігівської фабрики індивідуального пошиву та ремонту одягу             | | Вул. Коцюбинського, 61 На фасаді будівлі фабрики                                                                           |            |
| Трудовим досягненням колективу Чернігівської фабрики музичних інструментів імені П. П. Постишева         | | Вул. Музична, 1 На фасаді адміністративної будівлі фабрики                                                                 |            |
| Уряду радянської України перебуванню в Чернігові                                                         | Перебував з 30.08.1919 по 20.10.1919 р. | Вул. Шевченка, 28 На будівлі, в якій перебував (нині — управління Служби безпеки України в Чернігівській області)          |            |
| Успенському Глібу                                                                                        | Письменник. Друг Л. І. Глібова. З 1856 по 1861 та з 1862 по 1865 мешкав у Чернігові, приїздив також у 1870, 1891. | Вул. Княжа, 20а На будинку батьків, де мешкав                                                                              |            |
| Чернігівської соціал-демократичної організації підпільній друкарні                                       | Знаходилась на квартирі підмайстра друкарні губернського земства Я. Кадина з осені 1905 р. по 19.11.1906 р. | Вул. Княжа, 6 На будівлі, в якій знаходилася                                                                               |            |
| Чернігівському губернському комітету КП(б)У                                                              | Знаходився з лютого до жовтня 1919 р. | Вул. Мстиславська, 2 На будівлі, в якій знаходився (нині — Чернігівський обласний архів)                                   |            |
| Штабу Богунського полку                                                                                  | Знаходився в січні 1919 р. | Вул. Шевченка, 57 На будівлі, в якій знаходився                                                                            |            |
| Штабу Замоскворіцького загону Червоної гвардії                                                           | Знаходився з 19.01.1918 по 16.02.1918 р. | Вул. Княжа, 30 На будівлі, в якій знаходився                                                                               |            |
| Штабу Червоногвардійського загону                                                                        | Знаходився у період 1917–1918 рр. Командир — О. І. Соколовський. | Вул. Музейна, 3 На будівлі, в якій знаходився                                                                              |            |